# العلاقات العراقية الهايتية
العلاقات العراقية الهايتية هي العلاقات الثنائية التي تجمع بين العراق وهايتي.

## مقارنة بين البلدين
هذه مقارنة عامة ومرجعية للدولتين:
| وجه المقارنة                                              | العراق                       | هايتي                                |
| --------------------------------------------------------- | ---------------------------- | ------------------------------------ |
| المساحة (كم2)                                             | 437.07 ألف                   | 27.75 ألف                            |
| عدد السكان (نسمة)                                         | 38.27 مليون                  | 10.98 مليون                          |
| الكثافة السكانية (ن./كم²)                                 | 87.56                        | 395.68                               |
| العاصمة                                                   | بغداد                        | بورت أو برانس                        |
| اللغة الرسمية                                             | اللغة العربية، اللغة الكردية | لغة فرنسية، اللغة الكريولية الهايتية |
| العملة                                                    | دينار عراقي                  | جوردة هايتية                         |
| الناتج المحلي الإجمالي (بليون دولار)                      | 197.72 مليار                 | 8.41 مليار                           |
| الناتج المحلي الإجمالي (تعادل القوة الشرائية) بليون دولار | 560.73 مليار                 | 18.82 مليار                          |
| الناتج المحلي الإجمالي الاسمي للفرد دولار أمريكي          | 4.94 ألف                     | 818                                  |
| الناتج المحلي الإجمالي للفرد دولار أمريكي                 | 15.06 ألف                    | 1.73 ألف                             |
| مؤشر التنمية البشرية                                      | 0.654                        | 0.483                                |
| رمز المكالمات الدولي                                      | +964                         | +509                                 |
| رمز الإنترنت                                              | .iq                          | .ht                                  |
| المنطقة الزمنية                                           | ت ع م+03:00، ت ع م+04:00     | 00                                   |

## منظمات دولية مشتركة
يشترك البلدان في عضوية مجموعة من المنظمات الدولية، منها:
| علم المنظمة | اسم المنظمة                        | تاريخ انضمام العراق | تاريخ انضمام هايتي |
| ----------- | ---------------------------------- | ------------------- | ------------------ |
|             | الاتحاد الدولي للاتصالات           | 12 نوفمبر 1928      | 10 أكتوبر 1927     |
|             | مؤسسة التنمية الدولية              | 29 ديسمبر 1960      | 13 يونيو 1961      |
|             | منظمة حظر الأسلحة الكيميائية       | ?                   | ?                  |
|             | يونسكو                             | 21 أكتوبر 1948      | 18 نوفمبر 1946     |
|             | الأمم المتحدة                      | 21 ديسمبر 1945      | 24 أكتوبر 1945     |
|             | وكالة ضمان الاستثمار متعدد الأطراف | 6 أكتوبر 2008       | 11 ديسمبر 1996     |
|             | مؤسسة التمويل الدولية              | 27 ديسمبر 1956      | 20 يوليو 1956      |
|             | البنك الدولي للإنشاء والتعمير      | 27 ديسمبر 1945      | 8 سبتمبر 1953      |
|             | الاتحاد البريدي العالمي            | ?                   | ?                  |
|             | منظمة الشرطة الجنائية الدولية      | ?                   | ?                  |

## وصلات خارجية
- موقع وزارة الخارجية العراقية
- موقع وزارة الخارجية الهايتية